# イズレイル・ザングウィル

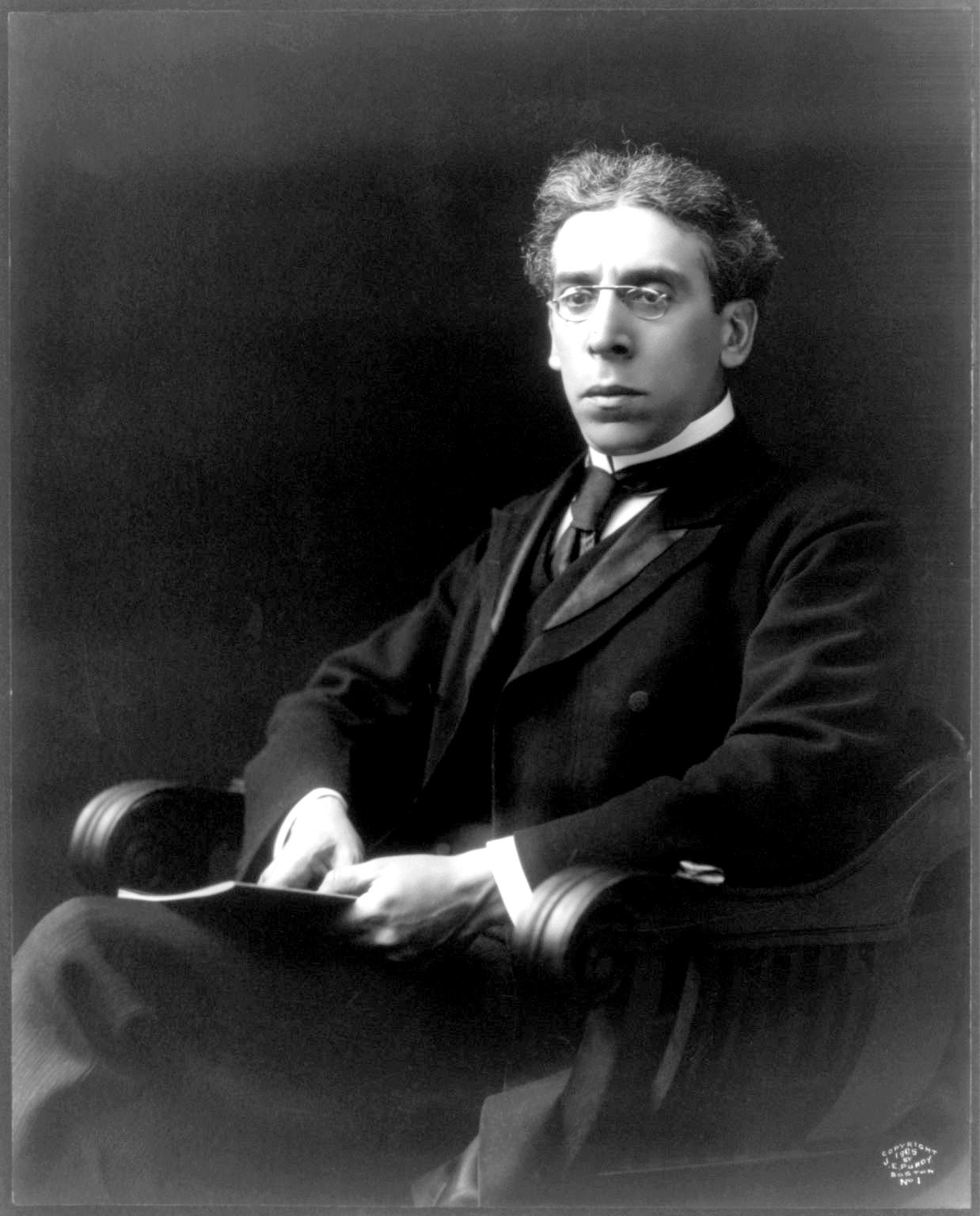
イズレイル・ザングウィル

イズレイル・ザングウィル（Israel Zangwill、1864年1月21日 - 1926年8月1日）は、イギリスの著作家。父親はラトビアから亡命したユダヤ人、母親はポーランド人であった。
初期のシオニストの一人で指導者であるテオドール・ヘルツルのもと､ユダヤ国家樹立のために活動した。その傍ら、ユダヤ人の生活に取材した小説や戯曲を書き好評を博した。しかしヘルツルの死後、当時の植民地相ジョゼフ・チェンバレンが提案した英領ウガンダ計画などパレスチナ以外にユダヤ人国家を建設する議論でハイム・ヴァイツマンらと対立しシオニズム活動から遠ざかり、世界のどこであれ適切な場所にユダヤ人の国を持とうという領土主義を唱えた。
アメリカ合衆国のアイデンティティに対して「メルティング・ポット」論（原型が溶かされて一つになる）を唱え、それが1908年発表の戯曲に表れている。ここから「人種のるつぼ」などといった表現が生み出された。
ハーバート・ジョージ・ウェルズとは親友であった。
その他､推理小説もいくつか書いており､なかでも中編『ビッグ・ボウの殺人』は最も古い密室殺人ものとして欧米では有名である。

## 主な作品

### 推理小説
- 『ビッグ・ボウの殺人』　The Big Bow Mystery 1892年 - 密室を扱った推理小説。
- 『絞首刑綺譚』　Cheating the Gallows 1893年

### ユダヤ小説など
- Children of the ghetto （ゲットーの子供たち）, 1892年（小説）
- Merely Mary Ann （メアリ・アンだけが）, 1893年（小説）
- Ghetto tragedies （ゲットー悲劇物語集）, 1893年（小説）
- Dreamers of the ghetto （ゲットーの夢みる人たち）, 1899年（小説）
- The melting pot （るつぼ）, 1908年（戯曲）